# 16507 Фюурен
16507 Фюурен (16507 Fuuren) — астероїд головного поясу, відкритий 24 жовтня 1990 року.
Тіссеранів параметр щодо Юпітера — 3,206.